# Mark Davis (basket-ball, 1963)
Pour les articles homonymes, voir Mark Davis et Davis.
Ne doit pas être confondu avec Mark Davis (basket-ball, 1973) ou Mark Davis (basket-ball, 1960).
Mark Davis, né le 8 juin 1963, à Chesapeake, en Virginie, est un ancien joueur américain de basket-ball. Il évolue aux postes d'arrière et d'ailier. Il est sélectionné par les Timberwolves du Minnesota lors de la draft d'expansion NBA 1989.

## Palmarès
- Champion CBA 1992
- Coupe du Roi 1990
- All-CBA First Team 1992
- All-CBA Second Team 1988